# Condado de Ogemaw
El condado de Ogemaw (en inglés: Ogemaw County), fundado en 1840, es un condado del estado estadounidense de Míchigan. En el año 2000 tenía una población de 21.645 habitantes con una densidad de población de 15 personas por km². La sede del condado es West Branch.

## Geografía
Según la oficina del censo el condado tiene una superficie total de 1489 km² (574,9 mi²), de los que 1461 km² (564,1 mi²) son tierra y 26 km² (10,0 mi²) (1,80%) son agua. 

### Condados adyacentes
- Condado de Oscoda - norte
- Condado de Alcona - noreste
- Condado de Iosco - este
- Condado de Arenac - sureste
- Condado de Gladwin - suroeste
- Condado de Roscommon - oeste
- Condado de Crawford - noroeste

### Principales carreteras y autopistas
- Interestatal 75
- Interestatal 75
- Carretera estatal 30
- Carretera estatal 33
- Carretera estatal 55
- Carretera estatal F-18
- Carretera estatal F-28

### Espacios protegidos
En este condado se encuentra parte del bosque nacional de Huron.

## Demografía
Según el censo del 2000 la renta per cápita media de los habitantes del condado era de 30.474 dólares y el ingreso medio de una familia era de 34.988 dólares. En el año 2000 los hombres tenían unos ingresos anuales 31.003 dólares frente a los 20.544 dólares que percibían las mujeres. El ingreso por habitante era de 15.768 dólares y alrededor de un 14,00% de la población estaba bajo el umbral de pobreza nacional.

## Lugares

### Ciudades
- Rose City
- West Branch

### Villas
- Prescott

### Lugares designados del censo
- Lupton
- Skidway Lake

### Municipios
| - Municipio de Churchill - Municipio de Cumming - Municipio de Edwards - Municipio de Foster - Municipio de Goodar | - Municipio de Hill - Municipio de Horton - Municipio de Klacking - Municipio de Logan | - Municipio de Mills - Municipio de Ogemaw - Municipio de Richland - Municipio de Rose - Municipio de West Branc |